# Cratere Euanthes
Euanthes è un cratere sulla superficie di Teti.